# Новогрудинина
Новогруди́нина (МФА: [nəvəɡrʊˈdʲinʲɪnə] произношениео файле) — деревня в Иркутском районе Иркутской области России. Входит в состав Марковского городского поселения.
По состоянию на 1 января 2025 года в деревне проживало 1076 человек.
Расположена на левом берегу Ангары, в верхнем бьефе Иркутского водохранилища. Расстояние до Байкала составляет 42 км (по прямой), до Иркутска 17 км (по автодорогам). Климат резко континентальный, Dwc по Кёппену.
Деревня Новогрудинина была основана в 1953 году после переноса домов деревни Грудинино из зоны будущего затопления, вызванного строительством Иркутской гидроэлектростанции. Из-за значительно сократившегося населения и закрытия местных организаций к концу XX века оказалась в упадке, но с началом XXI века вновь стала развиваться. В 2015—2023 годах часть населённого пункта оказалась в зоне конфликта о праве собственности на землю, что вынудило жителей протестовать против сноса своих жилищ. Согласно плану на 2030 год в ней ожидается строительство детского сада, начальной школы, комплекса спортивных площадок и библиотеки. Основу нынешней экономики составляет сельское хозяйство.
Окрестности нынешнего поселения имеют несколько памятников археологии со статусом выявленных объектов культурного наследия, которые показывают, что они были обитаемы ещё VII—II тыс. лет до н. э.
В настоящее время является пространством для проведения различных культурных мероприятий, а также привлекательным местом у художников для создания этюдов, автотуристов для загородного отдыха и спортсменов, занимающихся водными видами спорта.

## Этимология
Топоним «Новогрудинина» является уникальным. Он относится к единственному населённому пункту на территории России. Является составным и образован от двух морфем — грудин (название ныне несуществующей деревни Грудинино) и нов (краткая форма прилагательного «новый», отсылающая к её новому месту расположения). Наименование деревни-предшественницы, в свою очередь, восходит к русской фамилии Грудинин, которую носили её жители, будучи родственниками-однофамильцами.
На протяжении истории топоним упоминался сразу в трёх вариантах, тем самым становясь причиной лингвистических споров:
- Ново-Грудинино (в советских книгах, на почтовых открытках и конвертах, в советском паспорте в 1985 году)[11][12][13];
- Новогрудинино (на топографической карте в 1967 году, на дорожном знаке в 2018 году)[11][14];
- Новогрудинина (в справочниках 1966 и 1976 годов, на дорожном знаке в 2018 году)[11][15][16].

Все варианты продолжают использоваться до сих пор, однако в соответствии с общероссийскими классификаторами корректная форма — Новогрудинина. Официально расхождений в её написании нет.

## Физико-географическая характеристика

### Географическое положение

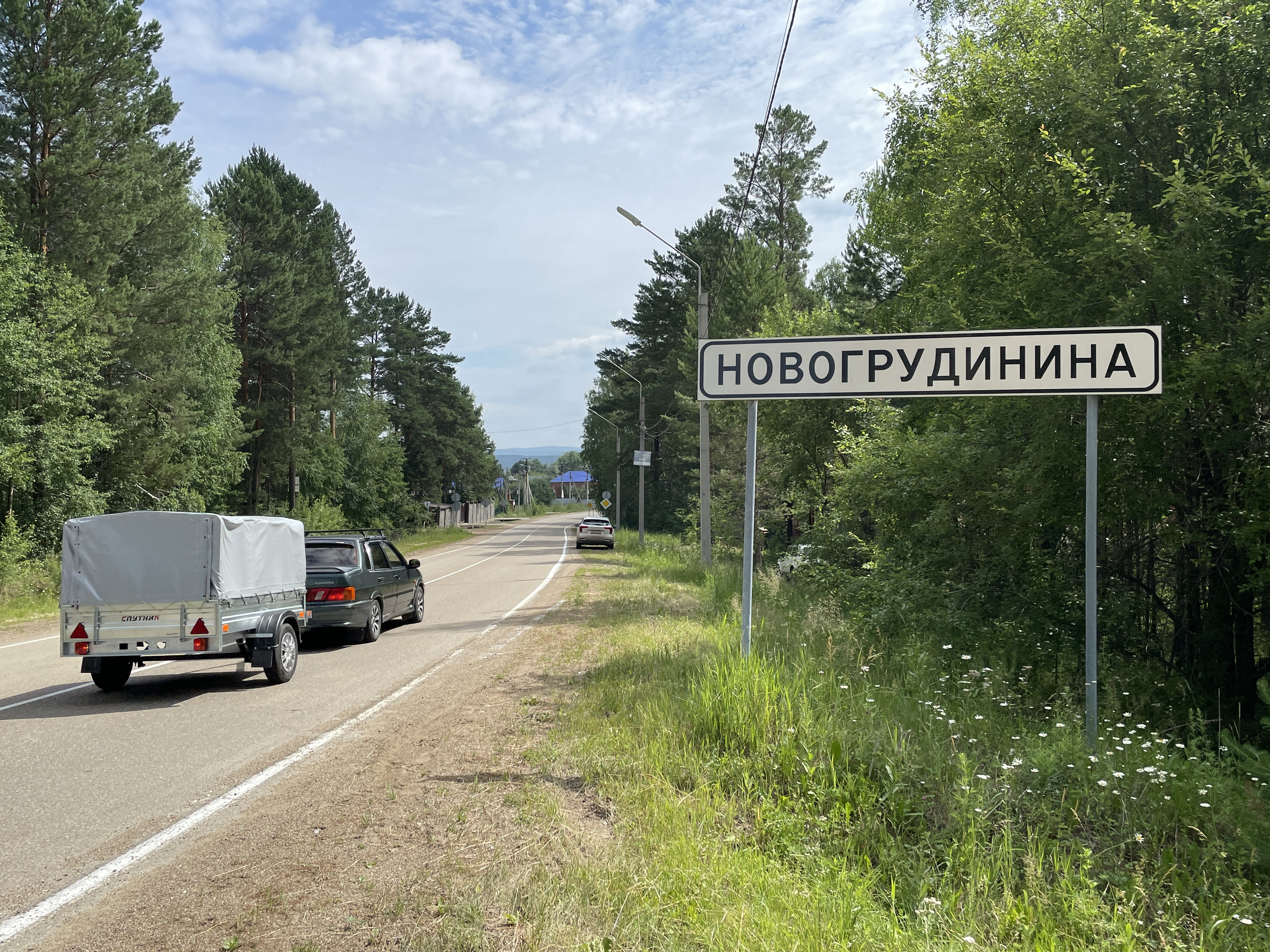
Дорожный знак на въезде

Новогрудинина находится на юге Восточной Сибири в лесостепной полосе предгорий Восточного Саяна, в области равнин краевых прогибов Сибирской платформы, в долине реки Ангара. Расстояние до озера Байкал по прямой составляет 42 км, до Иркутска 17 км, до Москвы 5310 км.
Природный ландшафт основан подтаёжными, сосновыми и лиственнично-сосновыми структурами, обладающими средним или повышенным уровнем биологической продуктивности. С трёх сторон окружена лесом. С востока и юго-востока омывается водами Иркутского водохранилища. На юге выходит к цветочно-травяным лугам. Почва относится к категории таёжных и хвойно-широколиственных лесов, по типу дерново-подзолистая, среднесуглинистая, плодородная.
Высота над уровнем моря колеблется от 525 до 449 м, средняя высота 468 м.
| С-З | р.п. Маркова ~ 25 км г. Иркутск ~ 17 км п. Падь Мельничная ~ 16 км | п. Малая топка ~ 40 км п. Молодёжный ~ 32 км п. Дзержинск ~ 29 км               | д. Худякова ~ 44 км д. Новолисиха ~ 33 км                                                              | С-В |
| З   | г. Шелехов ~ 38 км д. Олха ~ 44 км с. Большой Луг ~ 60 км          | Роза ветров                                                                     | п. Патроны ~ 42 км п. Горячий ключ ~ 69 км с. Малое Голоустное ~ 101 км п. Большое Голоустное ~ 144 км | В   |
| Ю-З | п. Подкаменная ~ 88 км р.п. Култук ~ 115 км г. Слюдянка ~ 126 км   | п. Утулик ~ 156 км г. Байкальск ~ 164 км п. Солзан ~ 169 км с. Выдрино ~ 203 км | д. Бурдаковка ~ 50 км п. Большая Речка ~ 70 км р.п. Листвянка ~ 86 км                                  | Ю-В |

### Климат
Климат в местности, где расположена Новогрудинина, резко континентальный, с продолжительной холодной зимой и относительно жарким коротким летом. По классификации Кёппена Dwc.
Весна длинная и затяжная, длится с апреля до начала июня, что связано с длительным периодом таяния ледяного покрова в водохранилище. Температура воздуха в этот период ниже равно-широтных на 2—3°С. В конце февраля или начале марта бывают небольшие оттепели с повышением температуры до 4°С. Лето тёплое с преобладанием ясной погоды, продолжается со второй половины июня по начало сентября. Среднесуточная температура в июле 15—17°С. Июль является месяцем больших осадков. В июне и июле на побережье холоднее (в среднем на 4—5°С), но к августу эти различия уменьшаются до 1—2 °С. Осень продолжается почти два месяца. Благодаря отепляющему влиянию водных масс озера температура воздуха чуть выше (на 0,5—2,5°С), чем за пределами Ангарской котловины. Зима протекает с начала ноября по конец марта. Среднемесячная температура воздуха с ноября по январь выше на 4—7°С, чем в районе Иркутска. В феврале эта разность постепенно уменьшается, а в марте мало различима. Устойчивый снежный покров в среднем образуется чаще в начале ноября и разрушается в начале апреля.
Средняя годовая амплитуда температур воздуха достигает 30°С, абсолютная 70—75°С, что меньше, чем в Иркутске, на 6—7°С.
| Показатель                    | Янв.  | Фев.  | Март  | Апр.  | Май   | Июнь | Июль | Авг. | Сен.  | Окт.  | Нояб. | Дек.  | Год   |
| ----------------------------- | ----- | ----- | ----- | ----- | ----- | ---- | ---- | ---- | ----- | ----- | ----- | ----- | ----- |
| Абсолютный максимум, °C       | 2,3   | 10,2  | 20,0  | 29,2  | 34,5  | 35,6 | 37,2 | 34,7 | 29,7  | 25,6  | 14,4  | 5,3   | 37,2  |
| Средний суточный максимум, °C | −15   | −10   | −0,5  | 8,3   | 15,0  | 20,5 | 22,7 | 21,1 | 15,0  | 6,7   | −3,9  | −12,2 | 5,6   |
| Средняя температура, °C       | −19,4 | −15,8 | −6,6  | 3,0   | 9,5   | 15,3 | 18,3 | 16,7 | 10,3  | 2,2   | −7,8  | −16,4 | 0,7   |
| Средний суточный минимум, °C  | −23,9 | −21,7 | −12,8 | −2,2  | 3,9   | 10,0 | 13,9 | 12,2 | 5,6   | −2,3  | −11,7 | −20,5 | −4,1  |
| Абсолютный минимум, °C        | −49,7 | −44,7 | −37,3 | −31,3 | −14,3 | −6   | 0,4  | −2,7 | −11,9 | −30,5 | −40,4 | −46,3 | −49,7 |
| Норма осадков, мм             | 16    | 12    | 14    | 28    | 30    | 55   | 112  | 89   | 57    | 22    | 17    | 22    | 441   |
| Средняя скорость ветра, м/с   | 2,1   | 2,2   | 2,6   | 2,9   | 2,9   | 2,5  | 2,2  | 2,4  | 2,6   | 2,5   | 2,4   | 2,0   | 2,2   |

В деревне преобладают северо-западные ветры. Его максимальная скорость достигает 3—4 м/с.
Максимальная продолжительность дня составляет 16:45:41 (в летнее солнцестояние), минимальная же 7:43:05 (в зимнее солнцестояние).

### Гидрография

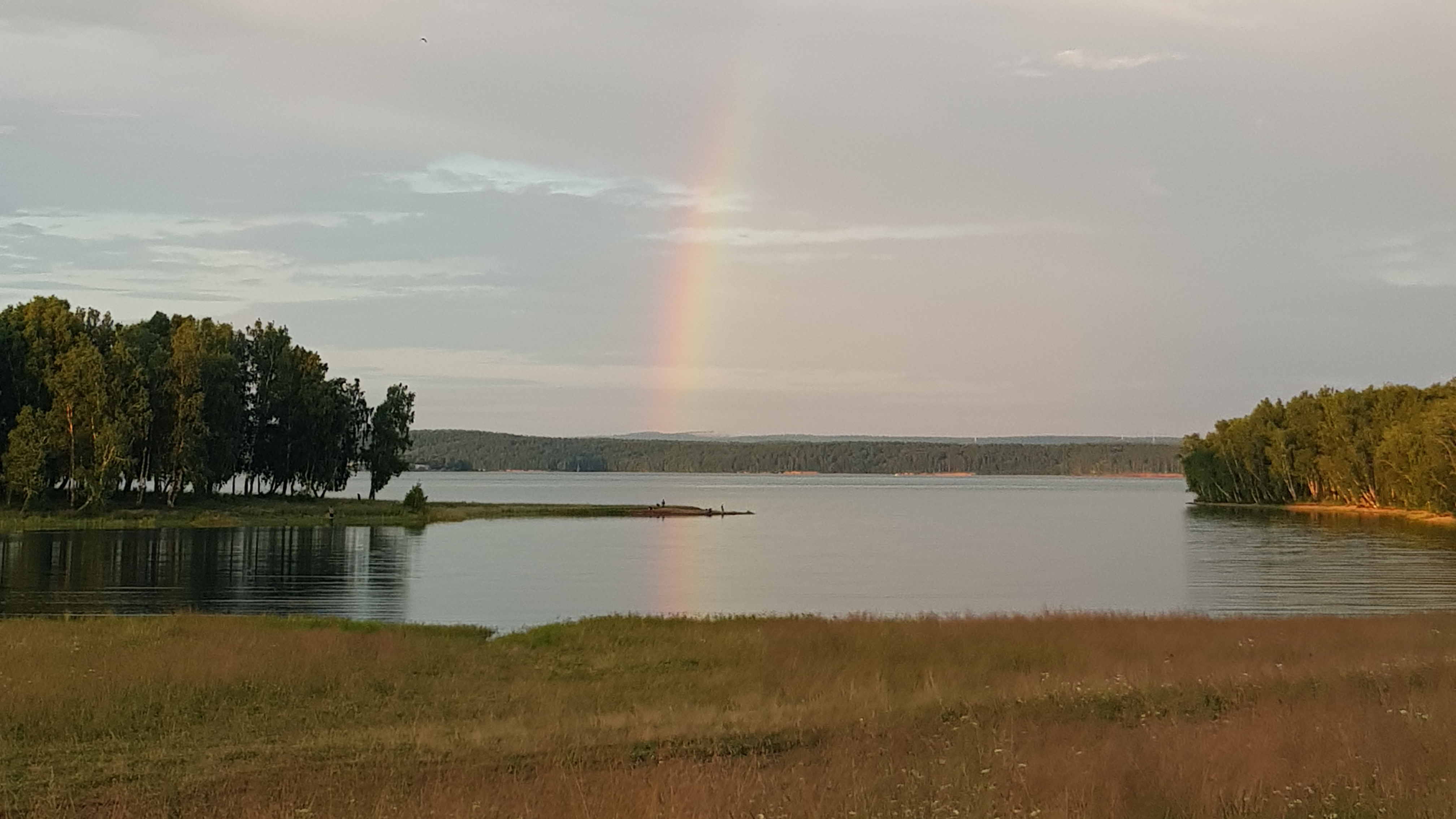
Радуга над деревенским заливом

Деревня находится в непосредственной близости к Иркутскому водохранилищу, имеет собственный небольшой залив с песчаным мысом. Вдоль береговой линии установлена водоохранная зона шириной 200 м. Отличается высокой стабильностью уровня воды, обусловленной регулирующим влиянием Байкала и Иркутской ГЭС. Протяжённость береговой линии составляет 1 км. Глубина залива рядом с побережьем 2-5 м, в самой глубокой части 21 м. Берега возвышенные, местами размываемые водой.

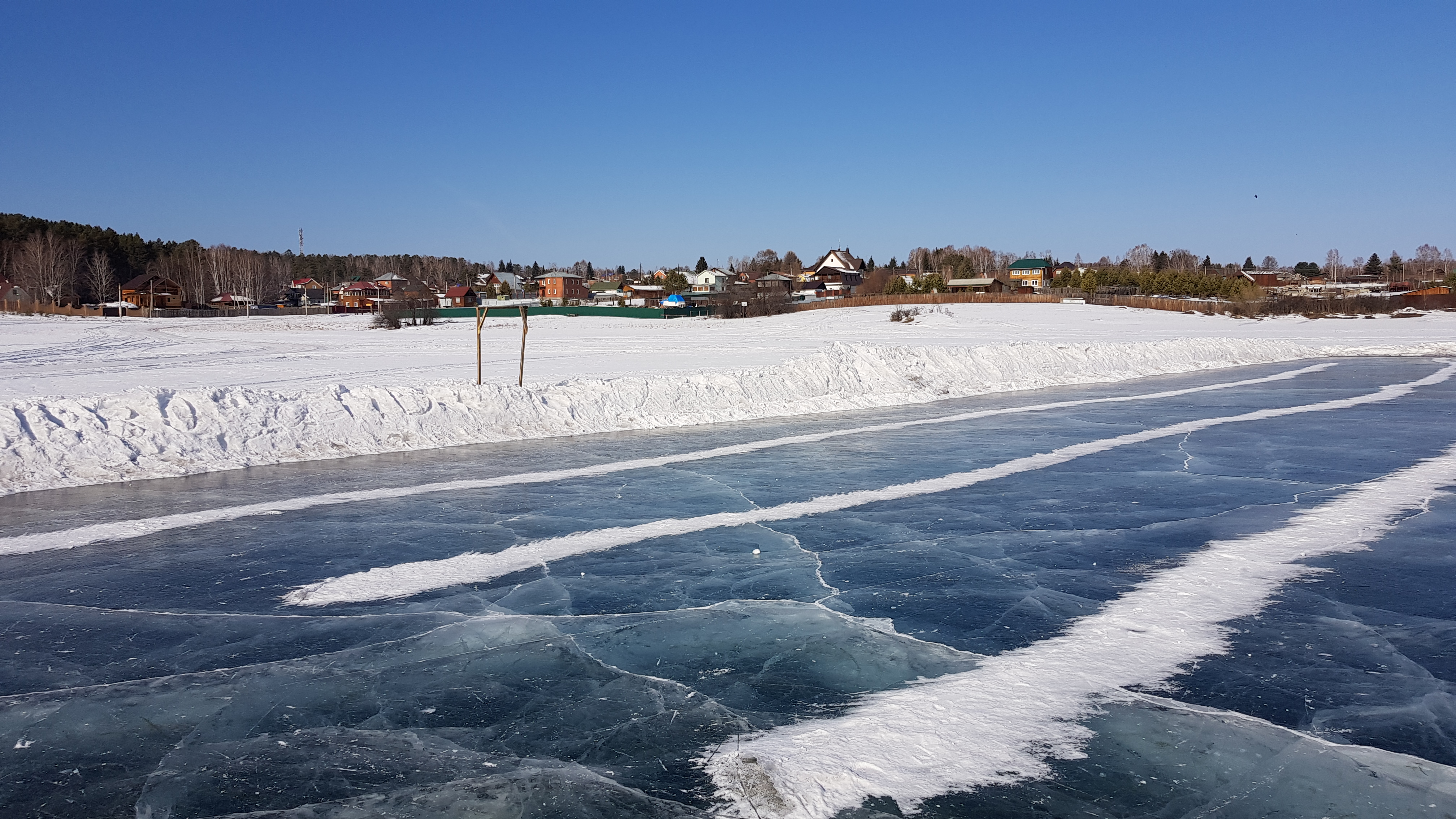
Лёд на деревенском заливе

Летом вода прогревается в среднем до 13-16°С. Зимой акватория залива полностью покрывается льдом толщиной 60-70 см, а температура воды составляет в среднем 0-3°С. Выезд автомобилей на лёд запрещён.
По утрам вблизи водохранилища наблюдаются густые туманы, половина из которых приходится на холодный период года.
| Показатель              | Янв. | Фев. | Март | Апр. | Май | Июнь | Июль | Авг. | Сен. | Окт. | Нояб. | Дек. |
| ----------------------- | ---- | ---- | ---- | ---- | --- | ---- | ---- | ---- | ---- | ---- | ----- | ---- |
| Средний максимум, °C    | 2,7  | 1,2  | 0,4  | 1,8  | 9,6 | 16,3 | 19,2 | 19,2 | 17,6 | 12,9 | 7,9   | 4,6  |
| Средняя температура, °C | 1,7  | 0,4  | 0    | 0,1  | 3   | 8    | 13,6 | 16,3 | 13,1 | 8,7  | 5,2   | 3,3  |
| Средний минимум, °C     | 0,2  | 0    | 0    | 0    | 0,1 | 2,3  | 4,7  | 13,2 | 7,3  | 4,9  | 3,4   | 1,1  |

Залив, как и само водохранилище, считается хорошим местом для рыбной ловли. В нём водятся сибирские холоднолюбивые рыбы, такие как сибирский хариус, таймень, лёнок обыкновенная щука, лещ, обыкновенный гольян, налим и др..

### Растительный и животный мир

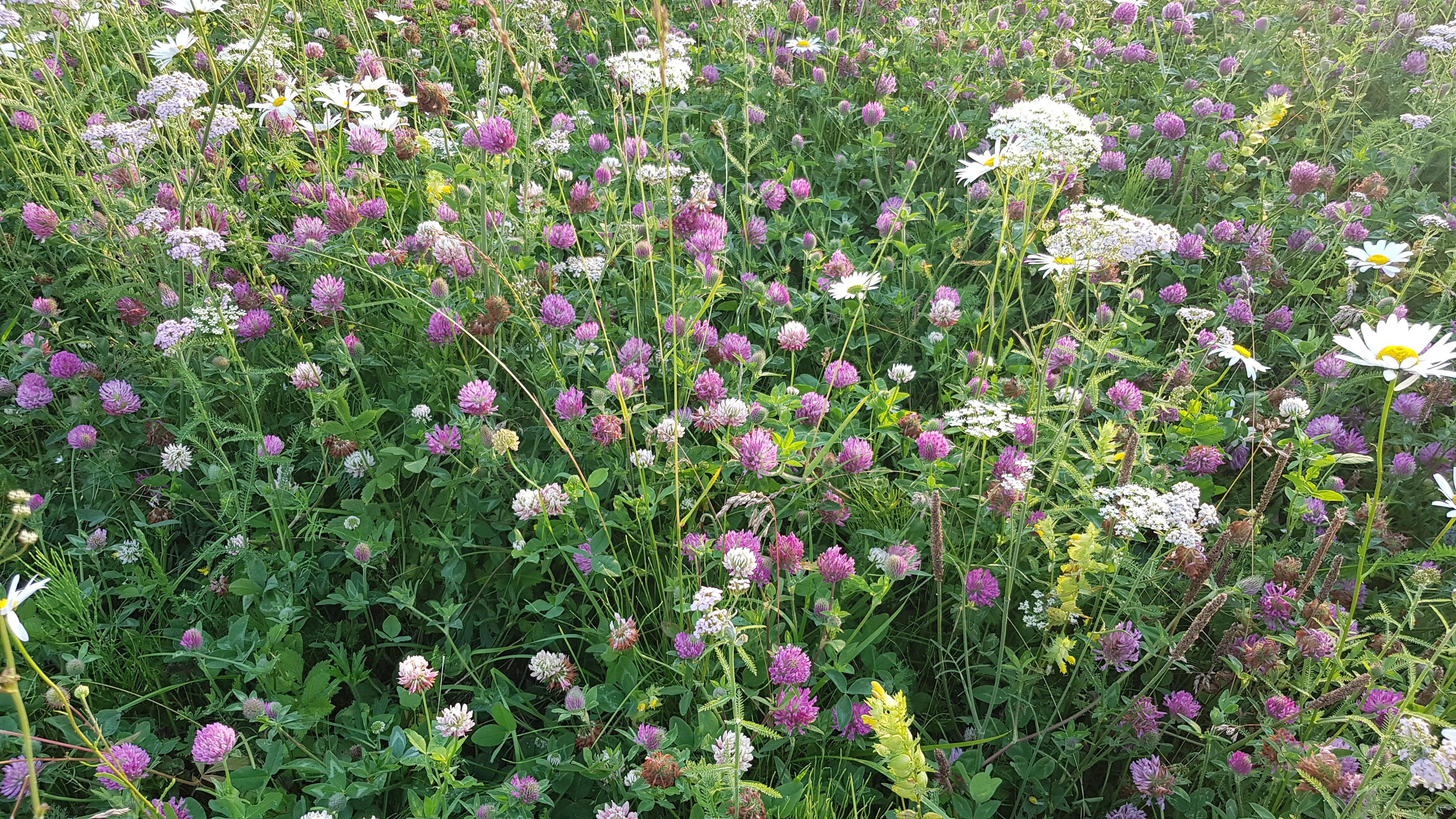
Клевер, ромашка и тысячелистник на деревенских полях

Деревню окружают леса, в которой преобладают берёзы, сосны, осины и лиственницы возрастом от 25 до 100 лет. Обширные площади в них занимает сибирский диплазиум. Из грибов можно встретить белый гриб, зелёный моховик, обыкновенный подберёзовик, красный подосиновик, розовую, светло-жёлтую и зелёную сыроежку, летние маслята, розовую волнушку, настоящий груздь, пурпурную мокруху, красный мухомор. В составе травянистых растений лугов преобладает разнотравье, имеются кипрей узколистный, злаки (пырей ползучий, типчак, овсяница) и бобовые (клевер луговой, клевер ползучий, люцерна, чина).
Из лекарственных растений произрастают одуванчик, тысячелистник обыкновенный и аптечная ромашка. Лекарственная ромашка успешно культивировалась на территории деревни. Также близ неё можно встретить редкое для Восточной Сибири растение — Черноголовку обыкновенную. В качестве объекта исследования для лечения заболеваний глаз заготавливалась очанка гребенчатая.
В водохранилище произрастает канадская элодея, злаковый рдест и колосистая уруть.

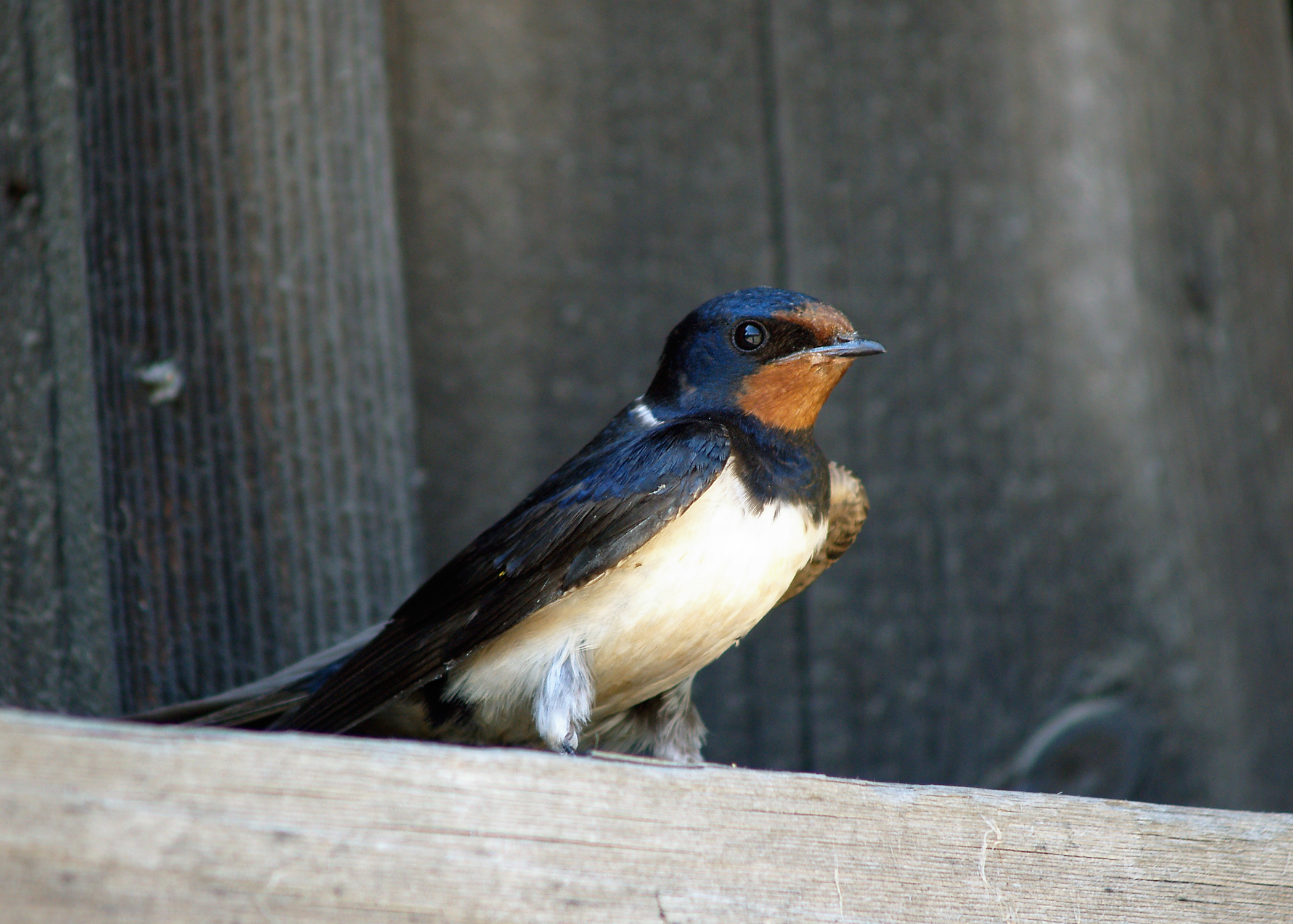
Деревенская ласточка

Лесной комплекс, граничащий с деревней на севере и востоке, включает ряд характерных видов: пеночку-зарничку, пятнистого конька, московку, малую и таёжную мухоловок, сибирскую чечевицу, обыкновенную чечётку, свиристеля, синехвостку, большого пёстрого дятла, ворона, перепелятника, тетеревятника, ястребиную сову, бородатую неясыть, филина. Из млекопитающих наибольшую роль играют восточноазиатская мышь, красная, красно-серая и тёмная полёвки, азиатский бурундук и обыкновенная белка. Юг деревни благодаря степным лугам отличает преобладание полевого жаворонка, степных и лесных коньков, обыкновенной каменки, каменки-плясуньи, чёрной вороны, сороки, грача, пустельги, полевого луня, чёрного коршуна, сибирского крота, лесной мышовки, полевой мыши, восточноевропейской полёвки, длиннохвостого суслика, степного хоря, обыкновенной лисицы и др..

### Экология

Волонтёры акции «360» убирают мусор на побережье

Ключевое влияние на экологию деревни оказывает человеческий фактор. Большу́ю часть мусора оставляют приезжие туристы на побережье, несмотря на статус водоохранной зоны, что приводит к возникновению стихийных свалок. В 2024 году волонтёры экологического проекта «360» очистили местность на берегах деревни и вывезли отходы суммарным весом в 41 тонну. В 2025 году сотрудники лесной охраны ликвидировали свалку объёмом около 70 м³ строительного мусора и бытовых отходов на общей площади 3000 м². Проблемой также является неудобное расположение контейнерных мусорных площадок — из-за отдалённости от садовых товариществ их жители выбрасывают мусор в окрестностях самой деревни, а мусоровозы при неблагоприятных погодных условиях застревают в грязи.
Иркутское водохранилище в деревне не соответствует требованиям по микробиологическим показателям, поэтому купание в нём Роспотребнадзор не рекомендует. В 2023 году было обнаружено превышение гигиенических нормативов по показателю содержания опасных для здоровья человека бактерий. В донных отложениях отмечены повышенные концентрации хрома, никеля, ванадия и циркония. В результате колебаний уровня воды почвы деревенского побережья имеют высокую степень трансформации и большой уровень экологического ущерба, поскольку подвергаются значительной потере фракций глины, а также нехарактерному по мере приближения к урезу воды снижению содержания гумуса. В 2002–2004 годах берег размылся на 14 м, что поставило под угрозу затопления прибрежные коттеджи.
Влияние на чистоту воздуха оказывает дым, образующийся от обогрева домов печным отоплением, и выхлопы автотранспорта. Добирающиеся до деревни воздушные выбросы Иркутского алюминиевого завода приводят к превышающему предельно допустимую концентрацию содержанию фтора в продуктах питания, в случае избытка провоцирующего возникновение флюороза.
В 2015 году рядом с деревней было вырублено несколько гектаров молодых и здоровых деревьев под предлогом санитарных мер, не подтверждённых какими-либо документами. Часть населения деревни стала охранять лес рядом со своими домами в целях его защиты.

### Землетрясения
Из-за близости к сейсмически активному Байкальскому рифту регулярны слабые землетрясения. В 2008 году деревню затронуло землетрясение на Байкале, магнитуда от которого составила 4,4 Mw. Региональное землетрясение 2020 года повлекло подземные толчки в населённом пункте магнитудой 3,8 Mw.

### Часовой пояс
Новогрудинина расположена в часовой зоне Иркутского времени, обозначаемой по международному стандарту как Irkutsk Time Zone (IRKT). Смещение относительно Всемирного координированного времени UTC составляет +8:00, относительно Московского времени МСК составляет +5:00.

## История

### Образование деревни
История деревни начинается 27 сентября 1952 года с постановления Совета министров СССР о переносе населения, предприятий и других сооружений в связи со строительством Иркутской ГЭС. Документ, подписанный Председателем Иосифом Сталиным и Управляющим делами Михаилом Помазневым гласил, что в срок до 1955 года всё население зоны будущего водохранилища подлежит переселению, а строения и сооружения сносу или переносу на новые места. Это коснулось более двух десятков населённых пунктов, расположенных выше по течению Ангары, в том числе деревни Грудинино, возникшей ещё в XVII веке на одном из островов русла реки. Для её переноса требовался учёт сложного комплекса вопросов, касающихся переустройства планировки, сельского хозяйства, промышленности, транспорта и другой инфраструктуры.

Условная схема зоны затопления Иркутского водохранилища

Подготовка началась почти сразу, но шла плохо, поскольку райисполкомы и областные организации не имели полных данных о том, какие строения и сооружения следует переносить, какова должна быть стоимость каждого переноса, какое количество населения и в какие населённые пункты должно переместиться. Часть людей до определённого момента не верила в возможность затопления или упорно сопротивлялись переселению. Тем не менее недовольство не носило массовый характер, и подавляющее большинство людей меняло место жительства достаточно активно ввиду обусловленности этого государственными интересами развития Советского Союза и региона в частности. Перенос строений начался в 1953 году. Компенсация всех расходов на разборку, перенос и сборку домов, независимо от материала стен, но с сохранением площади и назначения, ложилась на Министерство энергетики и электрификации СССР, и учитывалась в сметах на строительство ГЭС. Владельцам строений, подлежащих сносу, выплачивалась их стоимость, вычисляемая оценочными комиссиями, а также возмещались все затраты по их выносу. Нуждающимся переселенцам Сельскохозяйственный банк СССР выдавал ссуды на строительство новых домов в размере 3—6 тыс. рублей.
Уроженец деревни, сотрудник Института земной коры СО РАН Мефодий Грудинин вспоминал:
Смешно сказать, на переселение деревни Грудинино был выделен из соседнего колхоза деревни Хомутово... 1 старый трактор. В основном же жители обходились собственной тягловой силой да гужевым транспортом. Артельный способ, столь распространённый на древней Руси, очень пригодился и в те нелёгкие времена. Сообща или поодиночке люди переносили или перевозили на небольших тележках своё немудрящее, но крайне необходимое имущество.

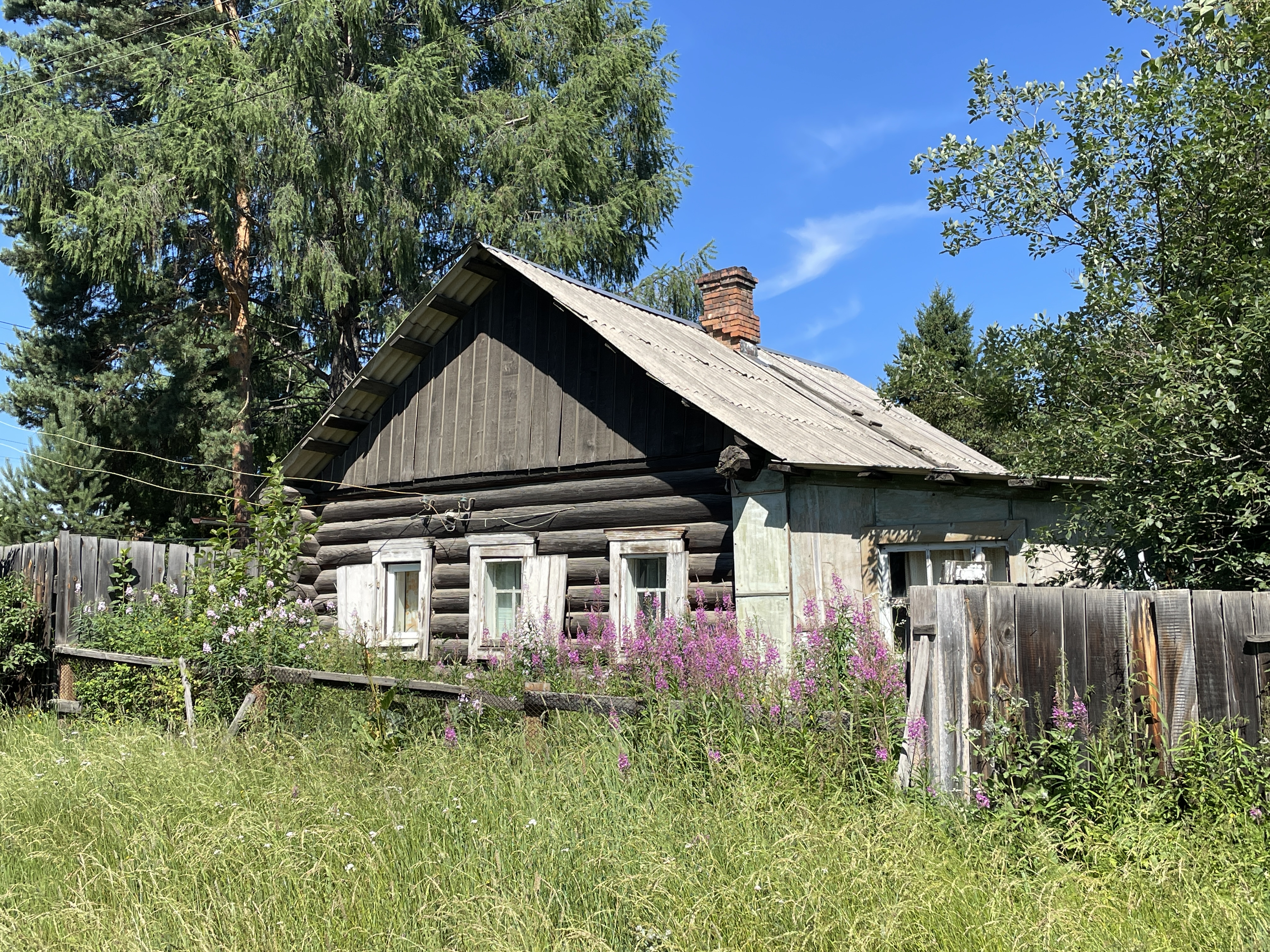
Один из старинных домов на ул. Железнодорожная

Новую деревню предполагалось разметить на наиболее благоприятном по природным и экономическим условиях месте, по возможности на кратчайшем расстоянии от прежнего местоположения. Большое внимание уделялось солнечному свету, поскольку пашенные участки следовало хорошо прогревать. В итоге её разметили в 1,5 км юго-западнее старого места на территории подсобного хозяйства окружного военного госпиталя при факультетских клиниках, служащего подспорьем для медперсонала и находящихся на лечении и восстановлении тяжелораненых солдат и офицеров Великой Отечественной войны. Топографическую съёмку площади Грудинино произвели с ошибками, поэтому проект новой планировки поселения был изменён.
В газете «Восточно-Сибирская правда» фельетонист Виктор Маккавеев писал:
Мы проезжаем по ложу будущего Иркутского моря. Как всё здесь изменилось! Давно ли, казалось, в этих местах – в долине верховьев Ангары – шумели леса, буйно росли кустарники и на каждом шагу попадались следы человеческого жилья. Теперь это огромная площадь, вытянувшаяся от города до истока Ангары. <…> Ерши, Михалёво, Грудинино и много других сёл… Теперь этих населённых пунктов или нет совсем, или о них напоминают 1-2 домика, которые в эти дни также будут перевезены на новое место.
Работы по созданию новой деревни, получившей название Новогрудинина, были завершены к поздней осени 1954 года. Прежнее место скрылось под водами Иркутского водохранилища, и находится на глубине 18 м.

### Упадок и расцвет

Деревенская школа, перенесённая из Грудинино (в частный жилой дом)

Новогрудинина стала место жительства для около трети людей, составлявших прежнюю численность населения Грудинино. Деревня получила компактную линейную планировочную структуру в виде небольших по площади жилых кварталов с развитием в северном и южном направлениях, в направлении трёх грунтовых улиц: Центральной, Колхозной и Железнодорожной. Находилась в подчинении Смоленского сельского Совета депутатов трудящихся Иркутского района. В летний период к необорудованному берегу деревни осуществляли рейсы теплоходы типа «Заря». Работала детская школа и молочно-товарная ферма.

С 1957 года благодаря запуску городского телецентра стало доступно телевидение. В 1961 году в окрестностях деревни организован питомник лекарственных растений Иркутскому государственному медицинскому университету (ИГМУ). В 1969 году рядом открылся студенческий спортивно-оздоровительный лагерь «Медик».

Спутниковый снимок деревни, выполненный спутником-шпионом США, 1966 г.

К моменту распада СССР поселение оказалась в удручающем состоянии. По данным всесоюзной переписи населения 1989 года, количество жителей по сравнению с предыдущими значениями существенно сократилось. Перенесённая из Грудинино церковь Михаила Архангела 1884 года постройки, функционировавшая как клуб, сожжена. Спустя несколько лет от пожара пострадала дача начальника Иркутского ГУВД. Деревенские организации закрылись. Близлежащие пашни, некогда дававшие урожаи картофеля, моркови и лука, опустели.
Новогрудининцы решили использовать простаивающие земли для разведения скота и размещения на них собственных огородных хозяйств и фундаментов новых домов. В 1991 году сельскохозяйственная комиссия сообщила, что предоставленные клиникам угодия заброшены, и, принимая во внимание проживание на ней людей, внесла предложение в Президиум Иркутского районного совета народных депутатов об изъятии неиспользуемых участков и передаче их в земельный фонд района. В течение последующих лет нарушения не были устранены, в результате чего уже в апреле 1994 года мэру Иркутского района Сергею Зубареву и Губернатору Иркутской области Юрию Ножикову направлялись аналогичные рекомендации. Также в 1990-ых годах 90 гектаров земли планировали освоить сторонники движения «Трансцендентальная медитация».
С окончанием социально-политической нестабильности в России снижение населения прекратилось. Улучшение автодорожного сообщения и близость к областному центру способствовали постепенному возвращению населения. Деревня расширялась и застраивалась новыми домами. В 2002 году открылась туристическая база «Гостиный двор» с рестораном, теннисным кортом, баней, сауной и бассейном. 1 января 2006 года Смоленская сельская администрация подверглась упразднению, а Новогрудинина в результате реформы местного самоуправления стала частью Марковского муниципального образования. В 2009 году представлен генеральный план муниципалитета по совершенствованию систем снабжения водой, теплом и электричеством, созданию телефонных станций, подключению к сетям телевидения и радио, строительству детского сада и средней школы и т. д. В 2012 году гравием укреплено размываемое водой побережье.

### Угроза сноса
С 2012 года в Иркутском районе действовала организованная преступная группа, которая незаконно приобретала права на землю, принадлежащую государству. В неё входили мэр Иркутского района Игорь Наумов, депутат Иркутской городской думы Олег Геевский, а также участники дачных некоммерческих товариществ (ДНТ), скрывавшие факт незаконного приобретения права собственности путём фиктивных продаж земельных участков подставным лицам. Ранее криминальная схема действовала в отношении земель Иркутского государственного аграрного университета (ИрГАУ) с привлечением ректора Геннадия Такаландзе. Со стороны злоумышленников интерес к деревне возник уже в 2013 году, когда представитель ДНТ «Вересы-1» и заместитель терруправления Росимущества обратились к Игорю Наумову с просьбой выделить под жилое строительство 403 гектаров земли, принадлежащих ИГМУ. Учреждению земли достались после присоединения к нему факультативных клиник в 1987 году. В ходе последующей проверки выяснилось, что на части необходимой территории находятся усадьбы населённого пункта. Несмотря на принадлежность земель Марковскому МО и утверждённый генеральный план по их развитию, в восточной части деревни возникла спорная территория, а более чем 40 усадеб на ней оказались под угрозой сноса.

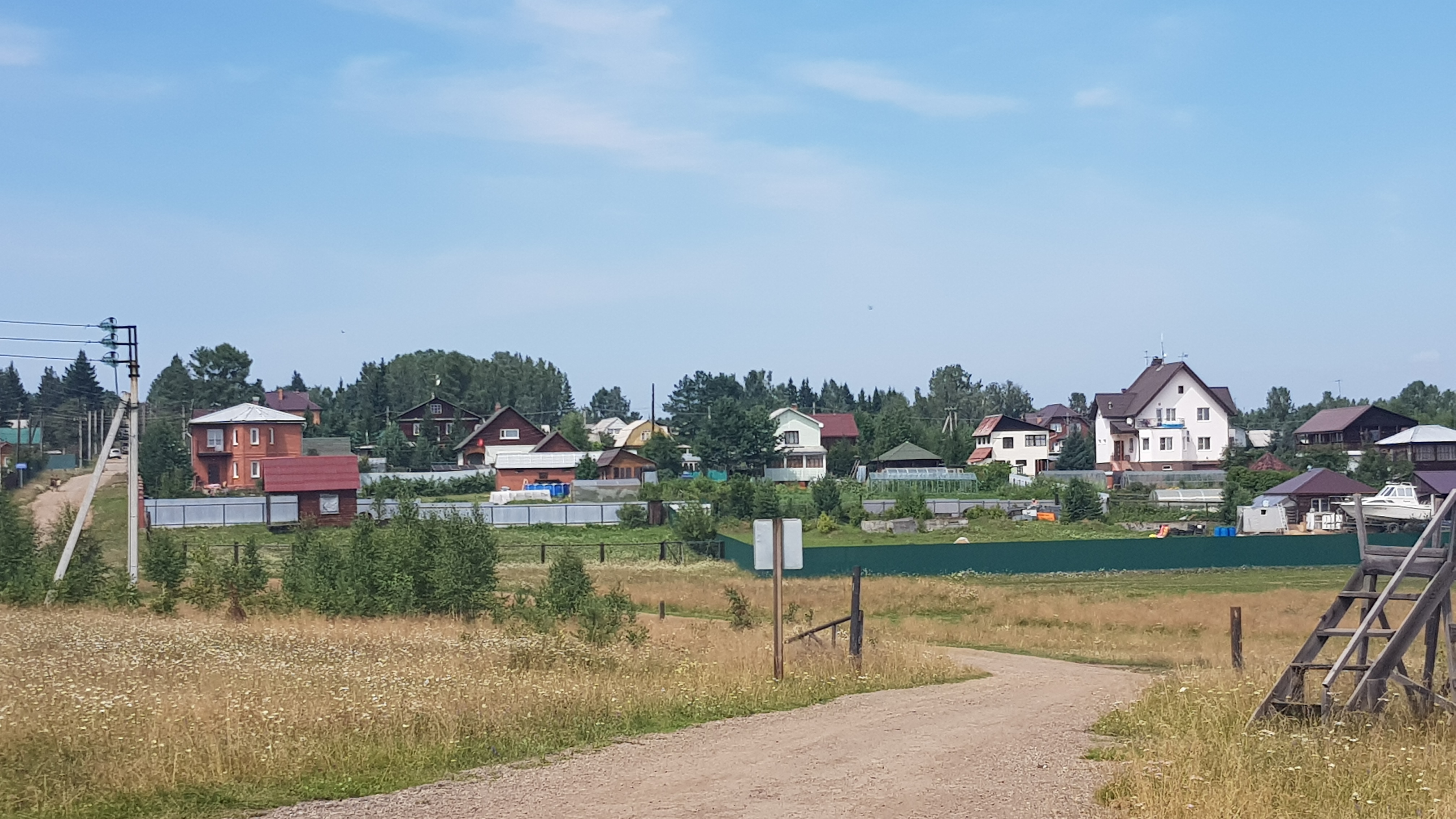
Часть домов, оказавшихся на спорной территории

Ректор ИГМУ Игорь Малов в ответ на негодование жителей деревни заявил, что не хочет лишать их собственных жилищ и готов помочь в передаче им неиспользуемой земли, однако юрист университета подчеркнула, что без сноса строений этого сделать не удастся. Вместе с тем в деревне появились вымогатели с предложением дать возникшему конфликту спасительное решение за 30—60 млн рублей. Реакцией новогрудининцев стало обращение в адрес Президента РФ Владимира Путина на Прямую линию. По его поручению 7 мая 2015 года Росимущество провело совещание с местными органами власти, постановив убедиться в заброшенности земли со стороны университета, после чего разделить её на несколько участков и проработать вопрос их передачи в полную собственность Марковского МО. Однако выполнение этого получения затягивалось, и сельчане вновь обратились к главе государства:
Волею судьбы, половина территории деревни оказалась на федеральной земле. Местными властями нам были выделены земельные участки более 20 лет назад, на которых мы построили дома, вырастили детей, появились внуки, живут 4 поколения граждан России. Но участки до сих пор ещё не оформлены. А теперь ещё федеральные чиновники из терруправления пытаются снести наши дома. <...> Но прошёл год, чиновники из терруправления саботируют поручение Правительства. Вместо этого, занимаются вымогательством. Убедительно просим вмешаться, спасти деревню от сноса, оградить от произвола федеральных чиновников.
1 июля 2015 года Игорь Наумов был задержан и помещён под домашний арест по подозрению в превышении должностных полномочий, совершённом с причинением тяжких последствий. 13 июля того же года он подал в отставку.

Жители деревни на пикете, 8 июня 2017 г.

В 2016 году Росимущество утвердило для деревни схему будущих земельных участков, однако со своей стороны руководство ИГМУ не спешило согласовать отказ от земли с Министерством здравоохранения РФ. Напротив, за учреждением были закреплены права собственности и пользования спорной территорией, вопреки выявленным Россельхознадзором нарушениям порядка её использования. Несмотря на начавшееся расследование о махинациях с федеральной землёй и огласку в СМИ, решение конфликта вновь застопорилось, а вымогательства со стороны неизвестных лиц продолжались. Подозревая, что позиция ректора и государственных служащих продиктована коррупцией, 8 июня 2017 года неравнодушные жители организовали пикетирование в 130-м квартале Иркутска рядом с памятником Бабру. Митинг проходил под лозунгом «Денег нет — возьми навозом!» в адрес Игоря Малова, саркастически предлагая вместо денег принять расставленные на тротуаре мешки конского навоза.
Олег Геевский также был задержан по подозрению в мошенничестве после возвращения из Испании в октябре 2017 года.
Устав от вымогателей и произвола государственных чиновников, новогрудининцы в 3-й раз обратились к президенту. Дело дошло до губернатора Иркутской области Сергея Левченко, который получил ответ от министра Вероники Скворцовой, где значилось, что оснований для добровольного отказа нет и для освобождения «оккупированных» территорий от самовольных построек задействованы государственные службы. Тогда в деревне появилась супруга одного из учредителей и председателя ДНТ «Вересы-1» с предложением решить земельный вопрос непосредственно с самой Вероникой Скворцовой всего за 12 млн рублей, 5 из которых следовало отдать сразу. 24 ноября 2017 года в рамках проведения оперативного эксперимента при получении денег УФСБ она была арестована. Согласно постановлению, задержанная получила деньги незаконно, путём обмана относительно возможностей осуществить регистрацию земельных участков. По её версии, взятку следовало передать священнику и духовному наставнику министра, чтобы уладить сложившуюся ситуацию на очередной исповеди. Несмотря на очевидный факт преступления, уголовное дело о мошенничестве было приостановлено, а подозреваемая освобождена и не привлечена к ответственности. Впоследствии Кировский районный суд Иркутска признал бездействие сотрудников ФСБ в расследовании земельных махинаций.

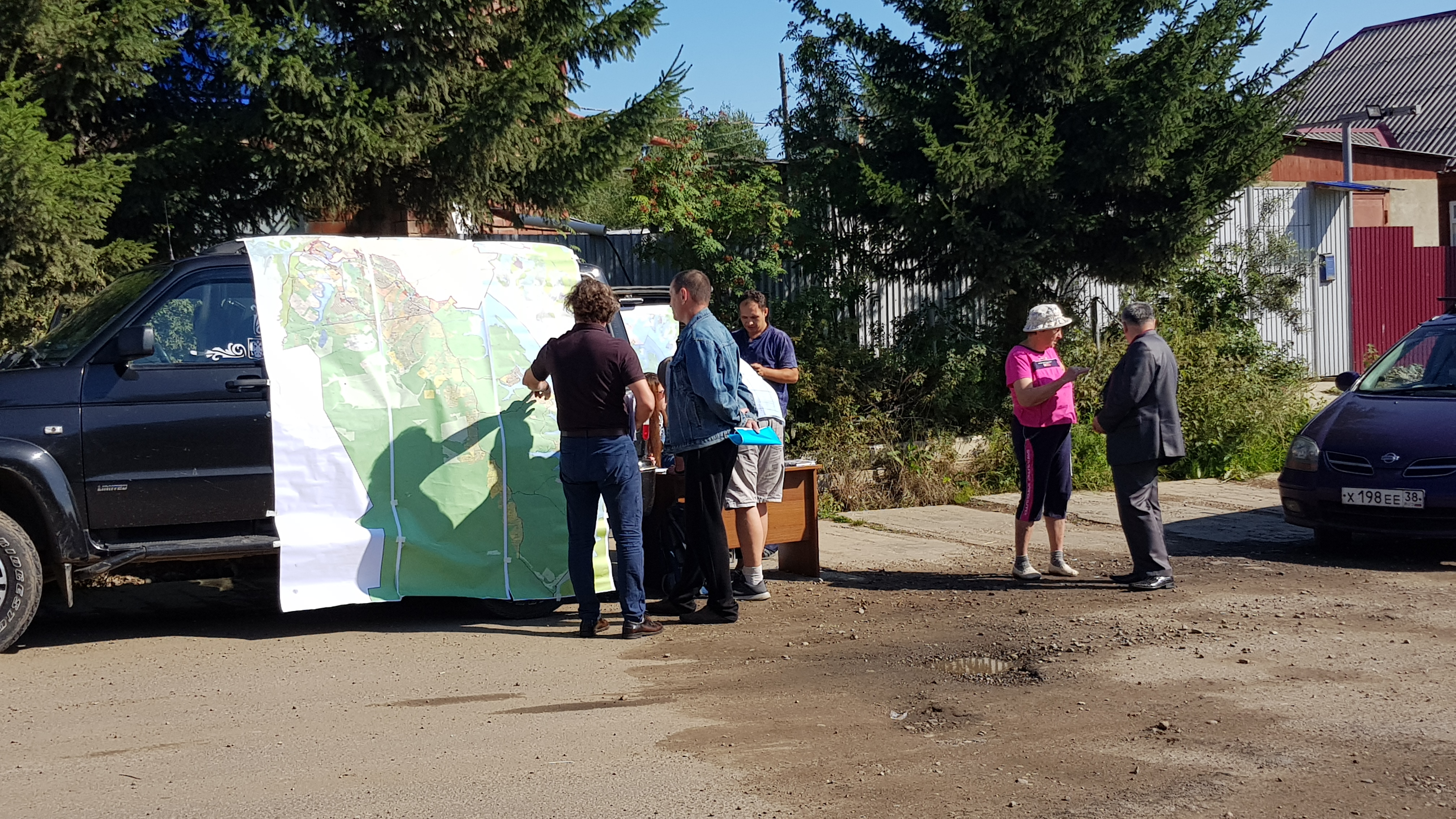
Жители изучают план застройки деревни на карте муниципалитета

Между Марковским МО, ИГМУ и территориальным управлением Росимущества шли судебные процессы. 21 октября 2019 года Арбитражный суд Иркутской области отказался удовлетворять иск о признании прав на спорную территорию за муниципалитетом. Университет представил подлинные экземпляры документов 1992—1993 годов, подтверждающие право на использование им территорий, которые представители муниципалитета пытались оспорить как фальсифицированные. Росимущество отказывалось передать земли в муниципалитет, считая обременением право их пользования ИГМУ. 11 марта 2022 года суд признал такой отказ незаконным, нарушающим права и интересы администрации города Иркутска. Во исполнение судебного решения, несмотря на апелляционные жалобы Росимущества, земельные участки перешли в совместную собственность ИГМУ и Марковского МО.
26 мая 2022 года Куйбышевский районный суд Иркутска завершил расследование и вынес приговор Игорю Наумову, Олегу Геевскому, а также бывшему депутату Иркутского района Олегу Логашову. Все трое признаны виновными в превышении должностных полномочий, мошенничестве и отмывании денег в особо крупном размере и приговорены к лишению свободы сроком от 5 до 8 лет.
10 июля 2023 года суд лишил ИГМУ права пользования спорной территорией ввиду несоответствующего характера деятельности организации, окончательно утвердив земельные участки в собственности муниципалитета и жителей деревни.

### Современное развитие
В 2015 году рядом с деревней планировалось строительство базы отдыха и реабилитационного центра для инвалидов военных действий в Афганистане, однако на его месте началось возведение яхтенного клуба «Саввино» с автостоянкой, пляжем, спорткомплексом и детской площадкой. Это вызвало опасение, что появление нового коттеджного посёлка в водоохранной зоне лишит жителей места для прибрежного отдыха. В Общероссийском народном фронте назвали такое строительство незаконным.

Открытие реконструированной дороги к деревне в 2017 году

После многочисленных жалоб на качество подъездной дороги, в марте-октябре 2017 года её включили в проект «Безопасные и качественные дороги». В результате проведённых работ гравийное покрытие заменено асфальтным, выполнены пересечения и примыкания к съездам домов и их дворов, обустроены автобусные остановки и тротуары.

В 2022 году компания En+ Group запустила в Иркутском районе новую подстанцию «Зелёный берег», что позволило обеспечить надежность подачи электроэнергии потребителям в деревне. В 2024 году установлены подсистемы метеомониторинга, которые заблаговременно предупреждают водителей о возникновении гололёда или других опасностях на дороге.

Пожарно-тактические учения, проведённые в деревне в 2025 году

В 2025 году в деревне были проведены тактические учения по защите населённых пунктов от перехода лесных пожаров, а также отработки взаимодействия с органами местного самоуправления. В целях повышения противопожарной безопасности начнётся строительство пожарного бокса и формирование добровольной пожарной дружины.
В рамках нового плана развития Марковского МО до 2029 года планируется строительство фельдшерско-акушерского пункта, начальной школы и детского сада на 150 мест, спортивного комплекса и дома культуры на 800 мест с библиотекой на 21 тысячу единиц хранения. Ожидается долгожданное межевание земельных участков. Также планом предусмотрены устройство уличного освещения основных улиц, модернизация сетей снабжения, установка дорожных знаков и создание зоны массового отдыха населения на берегу водохранилища.

## Население
Новогрудинина находится в пределах Иркутской городской агломерации. В период с 1953 по 1989 год население деревни постепенно сокращалось. Лишь с началом активной субурбанизации Иркутска в начале 2000-х тенденции уменьшения населения сменились ростом. Возвращению людей способствовали сразу несколько факторов: близость к региональному центру и рабочая занятость в нём, преимущества жизни в более благоприятных экологических условиях, отсутствие свободного пространства для нового частного жилищного строительства в городе, а также улучшение автодорожного сообщения.
По данным Всероссийской переписи населения 2021 года, в деревне проживали 1012 человек (2,37 % от общего числа населения Марковского городского поселения).
| Численность населения | Численность населения | Численность населения | Численность населения | Численность населения | Численность населения | Численность населения | Численность населения |
| 1967                  | 1970                  | 1979                  | 1989                  | 2002                  | 2008                  | 2009                  | 2010                  |
| --------------------- | --------------------- | --------------------- | --------------------- | --------------------- | --------------------- | --------------------- | --------------------- |
| 130                   | ↘84                   | ↘47                   | ↘30                   | ↗46                   | ↗53                   | ↗59                   | ↗141                  |
| 2011                  | 2012                  | 2013                  | 2014                  | 2015                  | 2016                  | 2017                  | 2018                  |
| ↗142                  | ↗156                  | ↗177                  | ↗217                  | ↗255                  | ↗307                  | ↗363                  | ↗395                  |
| 2019                  | 2020                  | 2021                  | 2022                  | 2023                  | 2024                  | 2025                  |                       |
| ↗466                  | ↗524                  | ↗1012                 | ↗1027                 | ↗1052                 | ↗1076                 | →1076                 |                       |

Жители по национальности преимущественно русские (доля от общего населения муниципалитета составляет 83 % в 2002 году, 93 % в 2010 году). Также в населённом пункте проживают армяне, грузины, киргизы, таджики, туркмены, узбеки, украинцы и др.
| Половой состав населения | Половой состав населения | Половой состав населения | Половой состав населения |
| Год                      | 2002                     | 2010                     | 2021                     |
| ------------------------ | ------------------------ | ------------------------ | ------------------------ |
| Мужчины, чел.            | 23                       | ↗71                      | ↗520                     |
| Женщины, чел.            | 23                       | ↗70                      | ↗492                     |
| Мужчины, %               | 50                       | ↗50,35                   | ↗51,38                   |
| Женщины, %               | 50                       | ↘49,65                   | ↘48,62                   |

## Административно-территориальное устройство

### Органы власти
С момента основания деревни до 2005 года она находилась в подчинении органов местного самоуправления села Смоленщины. Начиная с 2006 года поселение находится под управлением органов Марковского муниципального образования (наряду с рабочим посёлком Маркова, являющимся административным центром, и посёлком Падь Мельничная).
| Подчинение     | Подчинение     | Наименование органа местного самоуправления                                               |
| Дата начала    | Дата окончания | Наименование органа местного самоуправления                                               |
| -------------- | -------------- | ----------------------------------------------------------------------------------------- |
| 1953           | 7 октября 1977 | Смоленский сельский Совет депутатов трудящихся и его Исполнительный комитет с. Смоленщина |
| 7 октября 1977 | 3 января 1992  | Смоленский сельский Совет народных депутатов и его Исполнительный комитет с. Смоленщина   |
| 3 января 1992  | 9 октября 1993 | Смоленский сельский Совет народных депутатов с. Смоленщина                                |
| 9 октября 1993 | 1 января 2006  | Смоленский сельский округ                                                                 |
| 1 января 2006  | н. в.          | Марковское муниципальное образование                                                      |

В соответствии с Уставом Марковского МО, для организации взаимодействия между деревней и органами местного самоуправления для решения различных вопросов местного уровня выбирается староста, назначаемый Думой муниципалитета. При этом он не является государственным служащим. Срок полномочий составляет 3 года. В его ключевые обязанности входит:
- взаимодействие с органами Марковского муниципального образования, его предприятиями, учреждениями и иными организациями по вопросам решения вопросов, касающихся деревни;
- взаимодействие с новогрудининцами посредством участия в собраниях (сходах) и конференциях;
- направление жителям предложенных или рассмотренных обращений и предложений;
- информирование по вопросам организации и осуществления местного самоуправления;
- содействие региональной власти.

В апреле 2025 года старостой являлся волонтёр Камиль Сизаров.

### Территориальное деление

Территориальное деление

Официального административно-территориального деления Новогрудинина не имеет, однако в границах населённого пункта, определённых проектом межевания, по адресному принципу делится на несколько частей:
1. Деревня Новогрудинина — деревенское поселение с 1953 года[67][68];
2. Микрорайон «Лесной» — формальный жилой район. Компания-владелец земли не осуществляет строительство жилых домов, за что получала штрафы и предостережения со стороны прокуратуры Иркутской области о нецелевом использовании земли[134][135];
3. Товарищество собственников недвижимости «Успех» — жилищный кооператив, созданный в 2008 году[136][137];
4. Дачное некоммерческое товарищество «Мирное» — объединение собственников земельных участков, образованное в 2010 году[138][139];
5. Дачное некоммерческое товарищество «Завидово» — объединение собственников земельных участков, образованное в 2009 году и упразднённое в 2014 году[140][141];
6. Дачное некоммерческое товарищество «Радуга» — объединение собственников земельных участков, образованное в 2009 году и упразднённое в 2012 году[142][143].

| Протяжённость главных улиц | Протяжённость главных улиц |
| Наименование               | Длина, км                  |
| -------------------------- | -------------------------- |
| ул. Железнодорожная        | 0,471                      |
| ул. Колхозная              | 0,540                      |
| ул. Лесная                 | 0,780                      |
| ул. Луговая                | 0,539                      |
| ул. Центральная            | 0,584                      |
| ул. Береговая              | 0,237                      |
| ул. Берёзовая              | 0,240                      |
| ул. Ключевая               | 0,317                      |
| ул. Молодёжная             | 0,600                      |
| ул. Светлая                | 0,520                      |
| пер. Колхозный             | 0,153                      |
| Итого:                     | 5,191                      |

## Экономика

### Местное хозяйство

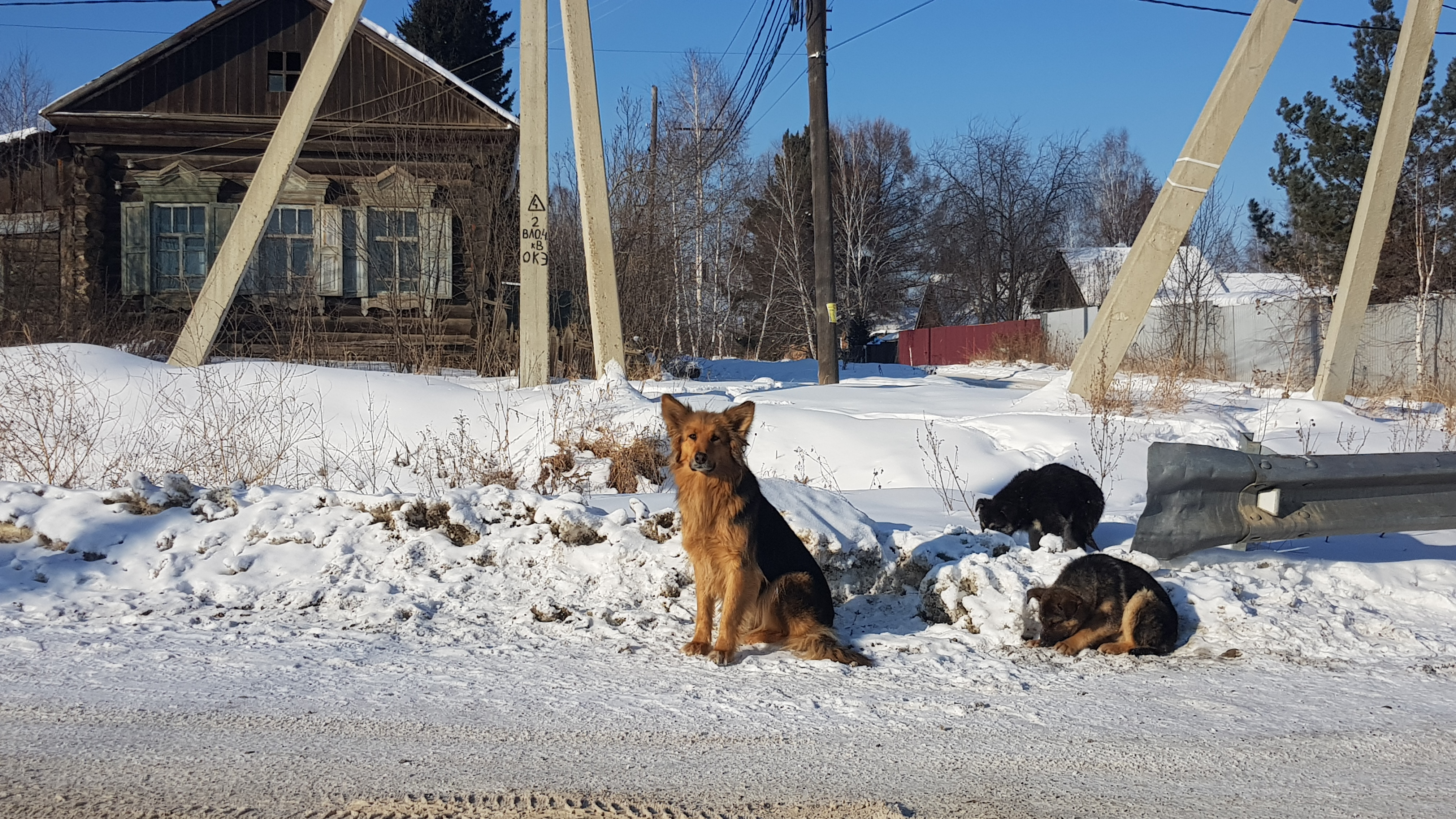
Бездомные собаки около въезда в деревню

Около четверти территории деревни приходится на зоны ведения дачного хозяйства. Преимущественной деятельностью является огородничество. Население занимается выращиванием широкого спектра сортов картофеля, свёклы, репы, капусты, посевной моркови, баклажанов, помидоров, огурцов, кабачков, перцев, редиса, посевного гороха, посевного латука и др. Имеют место пряности и приправы, такие как укроп, петрушка и фиолетовый базилик. Также используются соседние поля для собирания лекарственных растений (выпаса коров и лошадей), а леса для сбора и заготовки грибов. На некоторых участках разводится садовая земляника, смородина, малина, крыжовник, шиповник и жимолость. По особенностям выращивания отдельных сортов яблок и груш проводились тематические занятия в Иркутском клубе садоводов.

### Социально-бытовое обслуживание

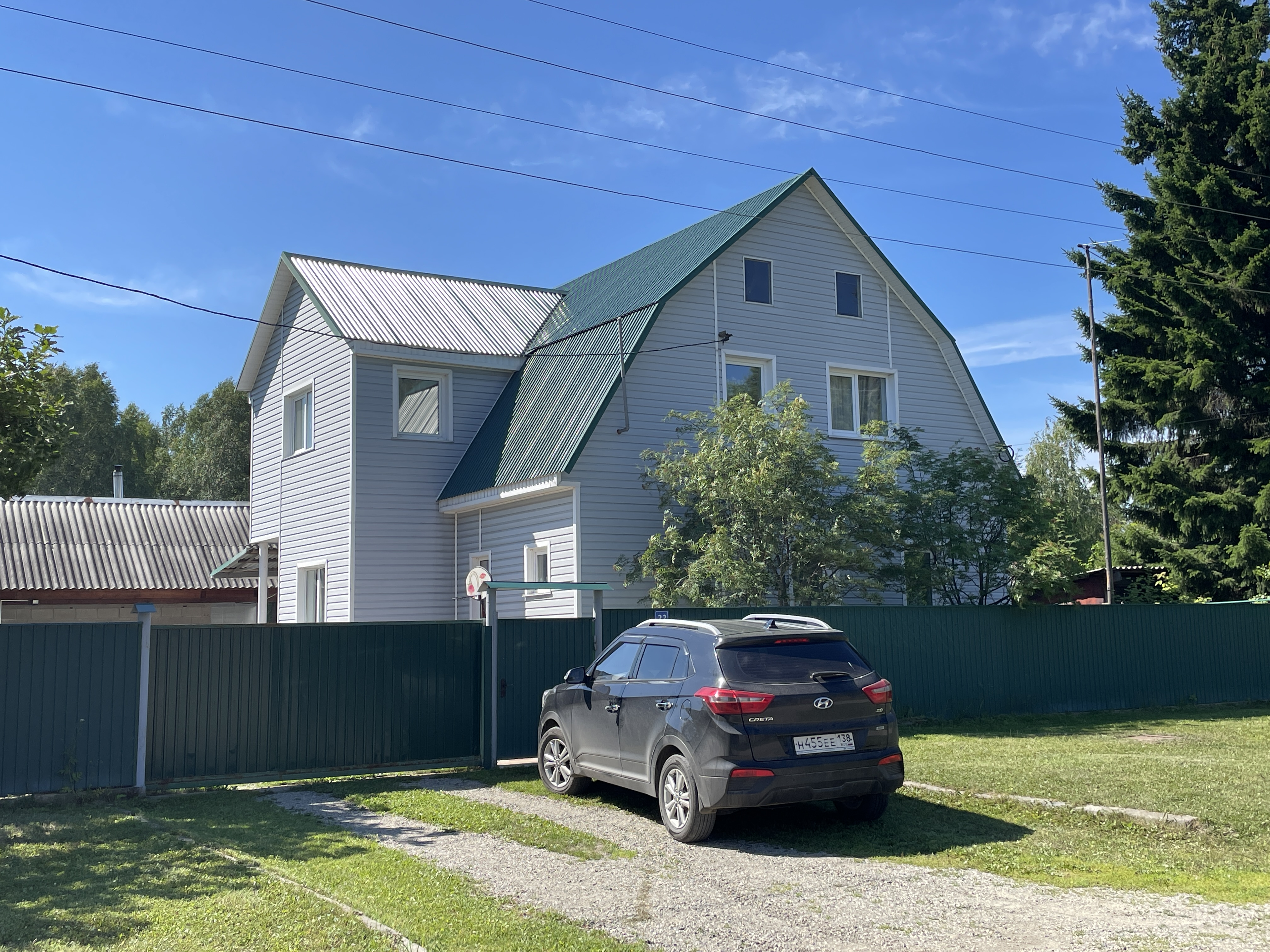
Одно из частных домовладений на ул. Центральной

Источником водоснабжения являются подземные воды, вскрываемые скважинами. Водоносный комплекс характеризуется относительно небольшими напорами воды от 1 до 17 м. Центральная скважина имеет глубину заложения 100 м, введена в эксплуатацию в 1952 году и находится в работе в течение всего года, доставляя воду в водонапорную башню. Локальные скважины и колодцы расположены по всей территории деревни. Централизованное теплоснабжение отсутствует, представлено в основном печным отоплением, частично поступает от автономных электрических источников тепла. Газоснабжение не предусмотрено и не планируется. Жители используют баллоны в пропан-бутановой смесью, заменяя их самостоятельно или дожидаясь доставки ООО «Байкальская газовая компания». Электроснабжение осуществляется Иркутской энергосистемой через опорные центры ТЭЦ-9 Ангарска и Ново-Иркутской ТЭЦ по воздушным ЛЭП от понижающей станции 35/10кВ.
Отделение почтовой связи ФГУП «Почта России», ответственное за обслуживание деревни, находится в Иркутске.
В деревне работает единственный продуктовый магазин «Фея».

### Транспорт

Citroën Jumper Маршрутного такси № 445

Единственная автомобильная дорога, соединяющая деревню с остальной Иркутской областью — региональная дорога 25Н-238 «Подъезд к д. Новогрудинина», имеющая асфальтовое покрытие протяжённостью 6,5 км. Соединяется с дорогой 25Н-218 «Иркутск — садоводство „Дорожный строитель“» (другое название дороги «Мельничный тракт»), ведущей непосредственно в Иркутск, откуда осуществляется выход на азиатский маршрут AH6.
Автобусное сообщение представлено пригородным маршрутным такси  № 445 (Иркутск — СНТ «Гелиос»), связывающим населённый пункт со Свердловским округом Иркутска (микрорайон Энергетиков).

### Связь
В деревне доступна мобильная связь 2G, 3G и 4G/LTE, обеспечиваемая операторами «МТС» «Мегафон», «Билайн» и «Т2». На частотных ресурсах «МТС» и «Т2» доступен виртуальный оператор «Т-Мобайл». Также доступен интернет вещей NB-IoT.
Телевидение и интернет по оптоволоконной линии скоростью 300—500 Мбит/с предоставляет компания «СибКом».

### Культура и туризм

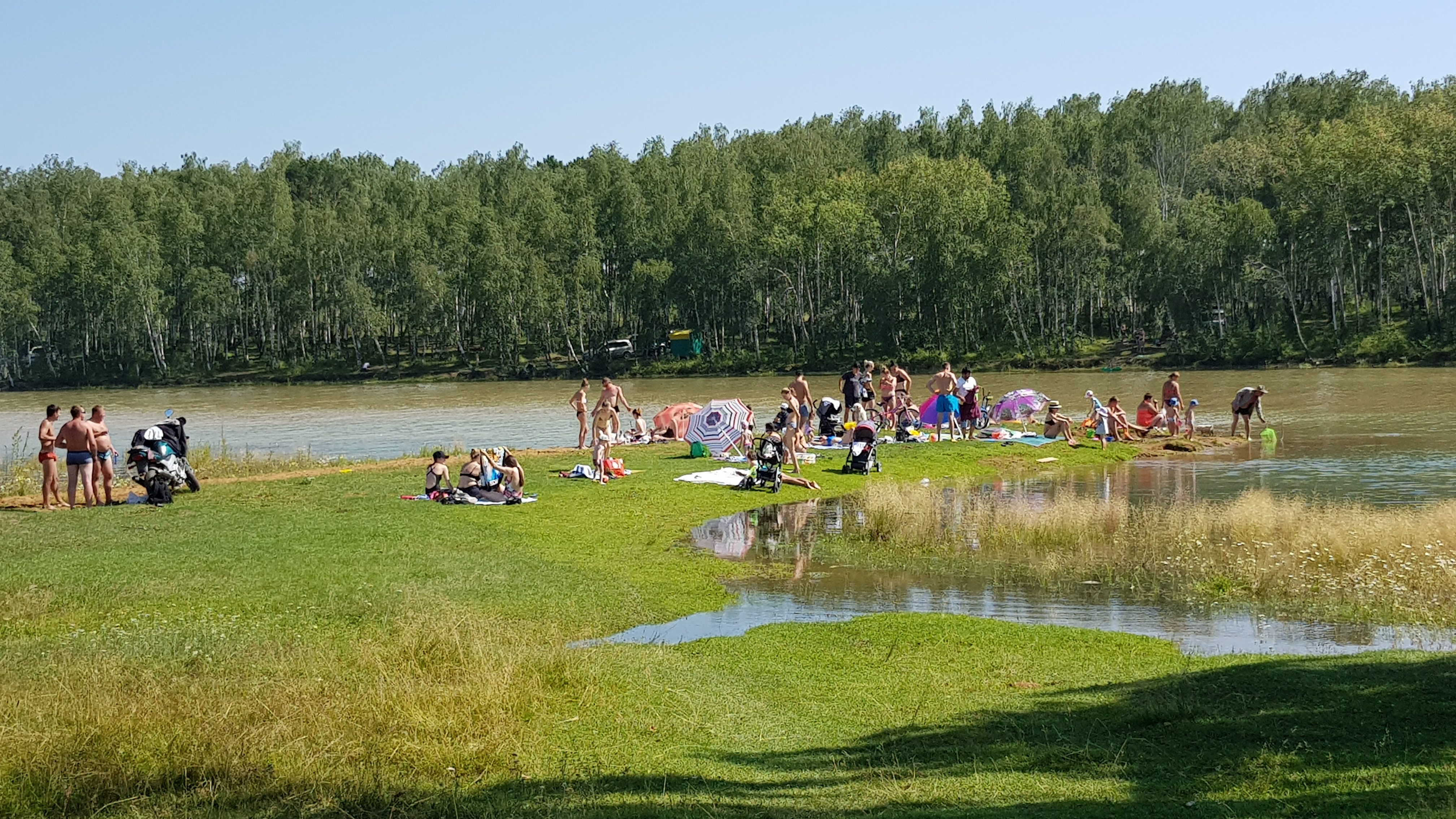
Туристы и жители деревни отдыхают у залива

Новогрудинина привлекательна для туристов в летний период из-за близкого расположения заливов и основного русла Ангары. К деревенскому заливу съезжаются отдыхающие, устраивающие палаточные лагеря. Также водное пространство рядом с деревней популярно у любителей кайтсёрфинга.
Гости могут разместиться в парке-отеле «Картакой» на 55 мест в 2,5 км к югу от поселения. С мая по сентябрь для студентов ИГМУ работает спортивный лагерь «Медик» на 70 мест.
15 августа 2020 года на берегу деревенского залива прошёл праздник, приуроченный Дню Молодёжи. Проведено награждение активной молодёжи Иркутского района за активное участие в жизни поселений в различных сферах деятельности, вручены благодарственные письма и подарочные сертификаты.
В мае—июне 2021 года залив стал одним из объектов мониторинга состояния водных объектов в рамках экологического проекта компании En+ Group. Команда Иркутского филиала Московского государственного технического университета гражданской авиации осуществила мониторинг водоёма с помощью FPV-дрона, что позволило провести инвентаризацию и картирование водных объектов, их растительного и животного мира. Результаты в виде библиотеки фотографий опубликованы на отдельном сайте для повышения уровня осведомлённости населения о состоянии окружающей среды.
2 июля 2022 года в рамках празднования 85-летия Иркутской области в деревне был проведён музыкальный концерт культурно-спортивного комплекса Смоленского муниципального образования.
С 28 июля по 11 августа 2022 года в деревне проводились игры Летней школы КВН. Участники проходили тренинги, слушали лекции актёров иркутских театров и опытных артистов КВН, осваивали основы актёрского мастерства и сценической речи.

## Объекты археологического наследия
Новогрудинина и её окрестности находятся в пределах одноимённого достопримечательного места общей площадью чуть более 5 км², объединяющего несколько памятников археологического наследия, представляющих собой стоянки первобытных людей эпохи позднего неолита, мезолита, бронзового и железного века (VII-II тыс. лет до н. э.).
Стоянки открыты в 1988 году Средне-Сибирской комплексной археологической экспедиции Иркутского государственного университета. В результате собран различный подъёмный материал, находившийся в береговом обнажении, сделана зачистка, топосъёмка и фотофиксация.
С 2017 года стоянки включены в перечень охраны объектов культурного наследия Иркутской области.
| № | Название стоянки | Эпоха                         | Описание найденых археологических материалов | Местоположение относительно деревни | Статус                                                                     |
| - | ---------------- | ----------------------------- | --- | ----------------------------------- | -------------------------------------------------------------------------- |
| 1 | Падь Картакой 1  | Мезолит, железный век         | Отщепы; пластины из кремня, аргиллита и кварцита; скребки; клиновидный нуклеус; наконечник стрелы трёхугольной формы; ромбовидный бифас (рубило); фрагменты керамических сосудов.                                                                        | в 2 км на ЮВ                        | Выявленный объект культурного наследия народов РФ (Приказ, № п/п 14.2.111) |
| 2 | Падь Картакой 2  | Мезолит, железный век         | Отщепы; кремниевые пластины; скребки; обломок бифаса; заготовки нуклеусов из гальки; перламутровая бусина; фрагменты керамических сосудов, украшенные рядами горизонтальных отверстий; венчики сосудов, украшенные насечками и имеющие пальцевые защипы. | в 2,3 км на ЮВ                      | Выявленный объект культурного наследия народов РФ (Приказ, № п/п 14.2.112) |
| 3 | Падь Картакой 3  | Поздний неолит                | Отщепы; пластины из кремня, аргиллита и кварцита; проколка (заостренные кости животных); фрагменты керамических сосудов. | в 2,2 км на ЮВ                      | Выявленный объект культурного наследия народов РФ (Приказ, № п/п 14.2.113) |
| 4 | Падь Ключ        | Поздний неолит                | Ретуришрованные сколы; заготовки орудий; тесло из кварцитовой гальки. | в 0,5 км на ЮВ                      | Выявленный объект культурного наследия народов РФ (Приказ, № п/п 14.2.114) |
| 5 | Новогрудинино    | Поздний неолит, бронзовый век | Отщепы; заготовка нуклеуса; листовидный наконечник стрелы. | в 0,1 км на В                       | Выявленный объект культурного наследия народов РФ (Приказ, № п/п 14.2.115) |
| 6 | Падь Прямая 1    | Поздний неолит, бронзовый век | Отщепы; кремниевые пластины; аргиллитовые пластины; обломок аргиллитового ножа; фрагменты гладкостенной керамики. | в 0,5 км на С                       | Выявленный объект культурного наследия народов РФ (Приказ, № п/п 14.2.116) |
| 7 | Падь Прямая 2    | Поздний неолит, бронзовый век | Кремниевые пластины; аргиллитовые пластины; заготовка орудия; скребок; отщепы; обломок ножа; фрагменты керамики; наконечник стрелы; наконечник дротика; выямчатое орудие; фрагмент бифаса.                                                               | в 0,1 км на С                       | Выявленный объект культурного наследия народов РФ (Приказ, № п/п 14.2.117) |

## Известные жители
- Алексеев, Анатолий Иванович (1929—2019) — советский и российский художник, педагог, народный и заслуженный художник РСФСР[172];
- Семёнов, Геннадий Александрович (1930—2004) — советский и российский художник, лауреат премии им. А. И. Вычугжанина[b].

## В искусстве

### Живопись
- Вычугжанин А. И. «Осень в Грудинино», 1961. Картон, масло, 24,6 × 34,6 см. В горизонтальной композиции пастозным мазком написано осеннее охристо-жёлтое поле со стогами. Небо дано узкой полосой. На завышенной линии горизонта виднеются деревья. Колорит тёплый. Хранится в картинной галерее Усть-Илимска[173].
- Шишелов И. С. «Грудинино. К весне», 1993. Холст, масло, 50 × 60 см. Деревенская улица, засыпанная снегом. В центре три небольших домика. Чистое голубое небо. Выставлялась в галерее Института современного искусства в Лондоне[174].
- Алексеев А. И. «Осень в Грудинино», 1997. Картон, масло, 34,5 × 50 см. Деревенский пейзаж. На первом плане справа дом, за ним жёлтое дерево. Дома с левой стороны и в центре картины. За деревней тёмный лес. Небо голубое с белыми облаками. Хранится в Иркутском областном художественном музее[175].

### Книги
- Грудинин М. И. «Варварин лесик», 2007. Критическое описание деревни в книге-воспоминаниях научного сотрудника Института земной коры СО РАН[176][177]:

Должен сказать, что облик старой деревни, который у меня остался в памяти до сей поры, ничего не имеет общего с ныне существующей деревней Новогрудинино. В наши дни это современное неряшливое поселение и деревней‐то назвать язык не поворачивается. Это – что‐то среднее между дачным кооперативом и селом, построенное из старых деревенских изб, в окружении которых стоят как «бояре» новые кирпичные дома с претензией на стиль ампир <...> Сама деревня Новогрудинино меня почти не трогает, разве что только её окрестности, где проходили мое детство и отрочество.

### Компьютерные игры
- «LOGistICAL: Russia», 2018. Казуальная инди-игра в жанре стратегии, сюжет которой заключается в развитии грузоперевозок и строительстве населённых пунктов на реальной карте мира. Новогрудинина является одним из объектов возможной застройки, за выполнение которой игроку присуждается достижение[178].

### Комментарии
1. ↑  К данным 2010 года применён механизм защиты конфиденциальной информации, в соответствии с которым значения количества людей могли быть намеренно изменены в пределах 10 человек[129].
2. ↑  Приобрёл участок в 1982 году.